# Ab Tamboer
Ab Tamboer (Den Haag, 8 november 1950 – aldaar, 26 augustus 2016) was een Nederlands drummer.

## Biografie
Tamboer begon op zijn vijftiende met drummen en speelde in onder andere in de amateurgroepen Happening ’66 en Lovin’ kind. In 1969 trad hij toe tot de Haagse hardrockband Galaxis. Hij kreeg les aan de LTS, waar hij een opleiding tot automonteur volgde, maar zou dit beroep niet oppakken. Hij zwierf na het afronden van zijn middelbare school enkele jaren rond, voor hij in 1972 een studie begon aan het Koninklijk Conservatorium in Den Haag, waar hij een les kreeg in slagwerk. In 1976 kwam hij in contact met Theo Hurts, de toenmalig basgitarist van Earth & Fire. Deze vroeg hem om tijdelijk Ton van der Kleij, die een operatie had ondergaan, te vervangen bij Earth & Fire tijdens een tournee door Polen. Toen Van der Kleij in 1978 definitief de groep verliet, werd Tamboer gepresenteerd als opvolger. Tamboer bleef tot 1983, toen de band uit elkaar viel, bij de band en speelde onder andere mee op hit Weekend. Gedurende zijn tijd bij Earth & Fire was Tamboer sessiemuzikant bij onder andere Geo Dijkhuis en Jan Akkerman.
In 1983 trad Tamboer als vaste drummer toe tot Het Goede Doel. Hij speelde vijf jaar bij de band en was te horen op de albums Tempo doeloe uit 1983, Mooi en onverslijtbaar uit 1986 en Iedereen is anders uit 1988. In de studio gebruikte gitarist en producer Sander van Herk echter ook regelmatig een drumcomputer. Ab Tamboer werd na de opname van Mooi en Onverslijtbaar vervangen door Toni Peroni, die te horen is op het live-album LIVE!, maar kwam later weer terug. De laatste (theater-) tour (1989-1990) van Het Goede Doel was hij weer van de partij evenals bij de concerten in 2001 in de Heineken Music Hall. Gedurende zijn tijd bij Het Goede Doel speelde Tamboer ook op Een kind van Dennie Christian, Romantisch verbitterd van Circus Custers, De eerste officiële Nederlandse echtscheidingselpee van Youp van 't Hek en De andere kant van de schaduw van Polle Eduard. Ook werkte hij samen met Nadieh aan het album Land of Tá (1987), waarvoor ze een Zilveren Harp ontving. Op het album was het nummer Windforce 11 te horen. In 1987 keerde hij terug naar Earth & Fire waar hij tot 1990 speelde en in 1989 het album Phoenix opnam.
In de jaren negentig werkte Tamboer wederom samen met Henk Temming. Daarnaast schreef hij, samen met Earth & Fire leden Chris en Gerard Koerts en kinderboekenschrijfster Marian van Gog, diverse nummers voor Kinderen voor Kinderen. De samenwerking werd voortgezet op Escape van Earth & Fire Orchestra. Naast zijn studiowerk trad Tamboer op met Tee Set, Sandy Coast en Kayak. Daarnaast was hij muzikant in de Nederlandse versie van de musical Cats.
Tamboer overleed op 65-jarige leeftijd in het Haagse MCH Westeinde aan longfalen.